# Дача (Бахмутський район)
Да́ча — село Світлодарської міської громади Бахмутського району Донецької області, Україна.

## Назва
Назва походить від слова дача. За словами місцевих мешканців, колись цю мальовничу місцевість обрав для свого заміського будинку піп, який з часом тут і оселився. Від його і після цього село почало розростатись.

## Населення

### Мова
Розподіл населення за рідною мовою за даними перепису 2001 року:
| Мова       | Кількість | Відсоток |
| ---------- | --------- | -------- |
| українська | 25        | 64.1%    |
| російська  | 14        | 35.9%    |
| Усього     | 39        | 100%     |

За даними перепису 2001 року населення села становило 39 осіб, з них 64,1 % зазначили рідною українську мову, а 35,9 % — російську.
На травень 2018 року постійне населення складало 14 осіб .

## Російсько-українська війна
З 2014 року село потрапило в зону бойових дій. Розташоване у 4 км від лінії розмежування на підконтрольній Україні території. 16 серпня 2022 року село було окуповане російськими окупантами.